# Juniorprofessur
Die Juniorprofessur ist eine Amtsbezeichnung für eine Stelle im Lehrkörper einer deutschen Hochschule. Diese Position in der Gruppe der Hochschullehrer wurde 2002 mit der fünften Novelle des deutschen Hochschulrahmengesetzes eingeführt, um jüngeren Wissenschaftlern mit herausragender Promotion ohne die bisher übliche Habilitation direkt unabhängige Forschung und Lehre an Hochschulen zu ermöglichen.
Eine Juniorprofessur ist in der Regel nach W 1 besoldet und soll bei positiver Zwischenevaluation formal für die Berufung auf eine Lebenszeitprofessur (W 2 oder W 3) qualifizieren. Juniorprofessuren sind in der Regel auf maximal sechs Jahre befristete Stellen; während dieser Zeit sind die Inhaber Beamte auf Zeit. Manche Juniorprofessuren sind aber mit einem Tenure Track versehen und werden nach positiver Evaluation in eine permanente W 2/W 3-Professur überführt.

## Beschreibung

### Aufgaben
Die Aufgaben der Juniorprofessoren an Hochschulen unterscheiden sich nicht wesentlich von denen anderer Professoren. Sie bestehen hauptsächlich in der eigenverantwortlichen Durchführung von universitärer Forschung und Lehre im Sinne des humboldtschen Bildungsideals. Bei der Juniorprofessur handelt es sich jedoch um eine befristete Qualifikationsstelle, mit geringerem Gehalt, geringerer Ausstattung und geringerer Lehrverpflichtung. Die Lehrverpflichtung wird durch Landesverordnungen festgesetzt und beträgt normalerweise vier bis fünf Semesterwochenstunden bei Juniorprofessoren statt acht bis neun wie bei planmäßigen Universitätsprofessoren, damit genügend Zeit für die Weiterqualifikation bleibt.

### Einstellungsverfahren
Einstellungsvoraussetzung ist in der Regel eine herausragende Promotion. Grundsätzlich soll (in einigen Bundesländern: darf) die Beschäftigung vor der Promotion und als Postdoc zusammen nicht mehr als sechs, in der Medizin nicht mehr als neun Jahre betragen haben, wobei sich die Regelungen in den Bundesländern unterscheiden.
Während die Entscheidung für die Besetzung von Habilitationsstellen bei den jeweiligen Lehrstühlen liegt, ist für die Besetzung von Juniorprofessuren genau wie bei anderen Hochschullehrerpositionen eine Berufungskommission zuständig; das soll die Transparenz und die Eindeutigkeit der Kriterien bei der Entscheidungsfindung erhöhen.

### Besoldung und Ausstattung
Juniorprofessoren werden zunächst für zumeist drei Jahre gemäß der Besoldungsgruppe W1 verbeamtet oder (selten) angestellt. In Ausnahmefällen kann ein Sonderzuschlag von bis zu 10 % ausgehandelt werden.
Die Ausstattung der Juniorprofessuren kann sich von Bundesland zu Bundesland, von Hochschule zu Hochschule, von Fachbereich zu Fachbereich und sogar innerhalb eines Fachbereichs erheblich unterscheiden: Es gibt verbeamtete Juniorprofessuren mit 100.000 Euro Anfangsausstattung, zwei Mitarbeiterstellen, Tenure Track, Professor-Titel auf Lebenszeit und tatsächlicher Unabhängigkeit, aber auch angestellte Juniorprofessuren ohne Anfangsausstattung, ohne Mitarbeiterstellen, ohne Tenure Track, ohne permanenten Professor-Titel und mit De-facto-Unterordnung an einem Lehrstuhl. Seit dem Ende der Anschubförderung am 31. Dezember 2004 werden sehr häufig „nackte“ Juniorprofessuren ganz ohne Ausstattung und ohne Mitarbeiter ausgeschrieben: Bis auf das eigene Gehalt muss alles über Drittmittel finanziert werden.

### Evaluationen und Verlängerungen
Vor dem Ende der ersten Amtsperiode findet eine Zwischenevaluation statt. Bei positivem Ergebnis wird die Berufungsfähigkeit auf eine unbefristete Professur festgestellt, das Arbeitsverhältnis auf insgesamt sechs Jahre verlängert und das Gehalt um eine nicht ruhegehaltfähige Zulage von rund 8 % aufgestockt – außer in Baden-Württemberg, wo stattdessen in den ersten 3 Jahren das Grundgehalt um 8 % gekürzt wird. In Nordrhein-Westfalen besteht die Möglichkeit einer weiteren Verlängerung um ein siebtes Jahr. Bei negativem Ergebnis wird der Juniorprofessor hingegen als nicht für die wissenschaftliche Karriere geeignet beurteilt; das Arbeitsverhältnis kann dennoch um ein weiteres Jahr verlängert werden, um den Übergang in den außerhochschulischen Arbeitsmarkt zu erleichtern.
Das Landeshochschulrecht kann vorsehen, dass durch eine zweite positive Evaluation vor dem Ende seiner Dienstzeit der Juniorprofessor ohne öffentliche Ausschreibung auf eine Lebenszeitprofessur an derselben Hochschule übernommen werden kann, wenn vor Antritt der Juniorprofessur die Hochschule gewechselt wurde. Dieses als Tenure Track aus den USA bekannte Verfahren soll dazu beitragen, dass auch in Deutschland die wissenschaftliche Karriere planbarer wird. In diesem Fall wird die Stelle normalerweise bereits mit Tenure Track ausgeschrieben und festgelegt, dass im Falle einer positiven Zwischenevaluation eine Entfristung auf eine W2- oder W3-Professur vorgesehen ist.
Wie beim sonstigen wissenschaftlichen Personal in einem Beamtenverhältnis auf Zeit ist das Dienstverhältnis von Juniorprofessoren um Zeiten einer Beurlaubung für eine wissenschaftliche Tätigkeit (z. B. die Vertretung einer Professur), einer außerhalb des Hochschulbereichs oder im Ausland durchgeführten Aus-, Fort- oder Weiterbildung, einer Inanspruchnahme von bis zu drei Jahren Elternzeit pro Kind usw. zu verlängern. Während der Elternzeit ist eine Teilzeitbeschäftigung im selben Dienstverhältnis beim selben Dienstherrn von bis zu 30 Stunden pro Woche auf Antrag zu bewilligen, wenn zwingende dienstliche Gründe nicht entgegenstehen. Einige Landeshochschulgesetze schränken eine Verlängerung bei mehreren Kindern auf eine Gesamthöchstdauer von z. B. vier Jahren ein. In Bayern wurde 2006 als „familienfreundliche Komponente“ die Möglichkeit der Verlängerung um zwei Jahre pro betreutem Kind eingeführt (in Vollzeit, ohne Elternzeit, die darüber hinaus mit oder ohne Teilzeit möglich bleibt), ebenso in Brandenburg und Rheinland-Pfalz.

### Amtsbezeichnung bzw. Titel
Die Amtsbezeichnung der Juniorprofessoren ist recht uneinheitlich. Sie lautet „Professor“ in Bayern, Berlin, Brandenburg, Bremen, Hamburg und Thüringen (in Thüringen mit der Maßgabe eines geeigneten Hinweises auf den Status als Juniorprofessor). Sie lautet „Juniorprofessor“ in Baden-Württemberg, Sachsen-Anhalt, Niedersachsen und Schleswig-Holstein, in den beiden zuerst genannten Bundesländern allerdings nur für Angestellte, nicht für Beamte. In den anderen Fällen sehen die Landeshochschulgesetze keine einheitliche Regelung vor: Dort ist die Situation also je nach Universität verschieden. In den Ernennungsurkunden steht häufig „Professor als Juniorprofessor“. Beim abgekürzten Titel wird ein breites Spektrum beobachtet: Prof., jr.-Prof., jun.-Prof., Jun.-Prof., Junior-Prof., Juniorprof., J.-Prof., JProf., JP, nur Dr.
Die Uneinheitlichkeit verschärft sich, wenn ein Juniorprofessor nach dem Ende des befristeten Dienstverhältnisses keine Lebenszeitprofessur erhält, sondern z. B. auf einer Drittmittelstelle weiterbeschäftigt wird und sich dort die Frage stellt, ob er weiterhin lehr-, prüfungs- und promotionsberechtigt ist, oder wenn er gar den Hochschuldienst verlässt. Der Titel „Professor“ kann zwar laut den meisten Landeshochschulgesetzen nach Beendigung des Dienstverhältnisses als akademische Bezeichnung weitergeführt werden, oft unter der Bedingung einer bestimmten Minimaldienstzeit, zum Beispiel fünf Jahre in Hessen, sechs Jahre in Bayern und zehn Jahre in Nordrhein-Westfalen. Es ist jedoch nicht klar, ob das auch für einen „Professor als Juniorprofessor“ gilt bzw. für einen Juniorprofessor, der den Professor-Titel tragen darf. Sofern die Lehrtätigkeit fortgesetzt wird, erhalten in Niedersachsen bestätigte Juniorprofessoren die Bezeichnung „außerplanmäßiger Professor“, während in Baden-Württemberg, Hessen, Rheinland-Pfalz und Schleswig-Holstein Juniorprofessoren zur Verleihung dieser Bezeichnung vorgeschlagen werden können. Positiv evaluierte Juniorprofessoren können am Ende ihrer Dienstzeit in Brandenburg und Schleswig-Holstein die Lehrbefugnis beantragen und somit die Bezeichnung „Privatdozent“ führen. In Bayern und Sachsen-Anhalt darf nach positiver Zwischenevaluation die Bezeichnung „Privatdozent“ ohne Antrag geführt werden.
Als die Bundesministerin für Bildung und Forschung Edelgard Bulmahn auf dem 3. Symposium zur Juniorprofessur am 13. September 2005 in Hannover auf die Frage der Bezeichnung nach Dienstende angesprochen wurde, schlug sie „Juniorprofessor a.D.“ vor. Obwohl diese Lösung wahrscheinlich scherzhaft gemeint war, ist sie nicht völlig von der Hand zu weisen (man beachte insbesondere, dass „a.D.“ nicht „i.R.“ bedeutet); sie erfordert jedoch ggf. die Erlaubnis der obersten Dienstbehörde, was je nach Landesrecht unterschiedlich gehandhabt wird.

### Verhältnis zur Habilitation
In einigen Disziplinen wird die Habilitation auf absehbare Zeit die Regelqualifikation bleiben, da dort die Haltung gegenüber der Juniorprofessur von abwartender Skepsis bis zu völliger Ablehnung reicht. Das trifft insbesondere in den Geistes- und Rechtswissenschaften sowie der Medizin zu. In anderen Disziplinen, wie z. B. der Physik, überwogen bereits 2010 alternative Qualifikationsformen – Juniorprofessuren und andere Nachwuchsgruppenleitungen – gegenüber der klassischen Habilitation an einem Lehrstuhl.
Um ihre Karrierechancen zu verbessern, streben immerhin ein bis zwei Drittel der Juniorprofessoren sicherheitshalber zusätzlich eine Habilitation an, obwohl nach der Absicht des Gesetzgebers die Wahrnehmung einer Juniorprofessur die Anfertigung einer Habilitationsschrift eigentlich erübrigen sollte. Normalerweise wird die Habilitation allerdings im Rahmen eines Dienstverhältnisses als Akademischer Rat auf Zeit (Besoldungsstufe A 13) oder eines Angestelltenverhältnisses als Wissenschaftlicher Mitarbeiter (TVöD/TV-L 13, das zwischen 2005 und 2010 BAT II a abgelöst hat) angefertigt. Es kommt auch vor, dass zügig habilitierte Privatdozenten oder fast fertige Habilitanden sich während der Suche nach einer W 2- oder W 3-Professur übergangsweise erfolgreich auf eine Juniorprofessur bewerben. 

## Geschichtliche Entwicklung

### Ursprung und Ziele
Bereits zwischen 1969 und 1974 führten einige deutsche Bundesländer eine „Assistenzprofessur“ ein. Sie ging auf Forderungen der damaligen Bundesassistentenkonferenz zurück („Kreuznacher Hochschulkonzept“) und verfolgte ähnliche Ziele wie die Juniorprofessur, wurde aber durch das erste Hochschulrahmengesetz 1976 wieder abgeschafft. Sie war bei Professoren auf Ablehnung gestoßen und wurde von Angehörigen des akademischen Mittelbaus als den potentiellen Anwärtern auf diese Stelle kritisiert, weil sie befristet war und nicht in ein Dienstverhältnis auf Lebenszeit münden konnte. In der Vorbereitungsphase der Juniorprofessur (die Wortschöpfung stammt vom Bundesministerium für Bildung und Forschung) wurde mitunter auch der Ausdruck Assistenzprofessur benutzt (von der Max-Planck-Gesellschaft), ebenso wie Qualifikationsprofessur (von der Deutschen Forschungsgemeinschaft) und Nachwuchsprofessur (vom Wissenschaftsrat). Die Schweiz und Österreich hatten bereits einige Jahre vor 2002 die Assistenzprofessur eingeführt. Die Assistenzprofessur in der Schweiz ist mit der Juniorprofessur jedoch nur eingeschränkt vergleichbar: so besteht die Voraussetzung für die Erlangung einer Assistenzprofessur an der Universität Zürich in einer Habilitation oder einer gleichwertigen wissenschaftlichen Qualifikation. In Österreich wurde die Assistenzprofessur 2002 durch die Vertragsprofessur ersetzt und 2009 parallel dazu wieder geschaffen.
Nach Empfehlungen der Hochschulrektorenkonferenz vom 2. November 1998 und dem „Berliner Manifest für eine neue Hochschulpolitik“ vom 11. Dezember 1998 setzte das BMBF im Juni 1999 eine Expertenkommission „Reform des Hochschuldienstrechts“ ein, die am 10. April 2000 ihren Bericht „Hochschuldienstrecht für das 21. Jahrhundert“ vorlegte. Dort wurde u. a. die Neugestaltung des Qualifikationsweges der Hochschullehrer durch die Einführung der Juniorprofessur und das Entfallen der Habilitation vorgeschlagen. Neben der früheren Unabhängigkeit des Hochschullehrernachwuchses in Forschung und Lehre waren die Verbesserung der internationalen Anschlussfähigkeit, die Senkung des Erstberufungsalters, die Erhöhung der Anteile weiblicher und ausländischer Wissenschaftler sowie die bessere Planbarkeit wissenschaftlicher Karrierewege weitere zentrale Ziele der Dienstrechtsreform. Ähnliche Ziele formulierte der Wissenschaftsrat 2001 in seinen Empfehlungen zur Förderung des wissenschaftlichen Nachwuchses, die auch einen geschichtlichen Überblick zur Entwicklung der Qualifikationswege zum Hochschullehrer geben.
Die Beobachtung, dass das Erstberufungsalter deutscher Professoren mit durchschnittlich 42 Jahren deutlich höher liegt als in den meisten vergleichbaren Nationen, veranlasste das BMBF rahmengesetzlich etwas dagegen zu unternehmen. Als Ursache wurde die in der Regel sechs Jahre beanspruchende traditionelle Habilitationsprozedur mit abschließender Prüfung angesehen, die im Ausland unüblich ist. Zusätzlicher Druck entstand durch die Thematisierung der Abwanderung hervorragender junger Wissenschaftler aus Deutschland unter anderem an US-amerikanische Universitäten unter dem Stichwort Talentabwanderung (englisch braindrain). Diese Emigration hängt nicht zuletzt mit der Umgehung der mehrjährigen Hürde der Habilitation sowie den insgesamt unbürokratischeren Forschungsbedingungen dort zusammen. Auch letzteres Problem meinte man mit der Juniorprofessur lösen zu können.

### Verfassungsrechtliche Streitigkeit
Nachdem die mit absoluter CDU- bzw. CSU-Mehrheit geführten Freistaaten Thüringen, Bayern und Sachsen ein Verfahren der abstrakten Normenkontrolle beantragt hatten, erklärte der Zweite Senat des Bundesverfassungsgerichts am 27. Juli 2004 mit einer 5:3-Mehrheitsentscheidung das vom Bund verabschiedete Hochschulrahmengesetz vom 16. Februar 2002 wegen Überschreitung der Rahmengesetzgebungskompetenz des Bundes mit Artikel 70, Artikel 75 in Verbindung mit Artikel 72 Absatz 2 des Grundgesetzes für unvereinbar und nichtig.
Dies bedeutete aber nicht die Verfassungswidrigkeit der Juniorprofessur, sondern stellte lediglich den Gesetzgebungsspielraum des Bundes in Bildungsangelegenheiten klar. Die Verfassungsklage beruhte auf der verfassungsrechtlich bedingten Zuständigkeitsverteilung in Deutschland, nach der den Bundesländern die Kulturhoheit zukommt und dem Bund nur eine Rahmengesetzgebungszuständigkeit im Bildungsbereich. Das Bundesverfassungsgericht stellte die Grundgesetzwidrigkeit eines bundesgesetzlichen Zwangs zur Abschaffung der Habilitation zugunsten der Einführung der Juniorprofessur fest und erklärte ihn für nichtig.
Am 31. Dezember 2004 trat die sogenannte Reparaturnovelle (HdaVÄndG) in Kraft, die die Juniorprofessur als Personalkategorie bestätigt, aber den Ländern weitergehenderen Spielraum bei der Ausgestaltung der Juniorprofessur und bei der von vielen gewünschten Beibehaltung der Habilitation lässt, als es das Hochschulrahmengesetz von 2002 tat. Mit dieser Entscheidung wurde die Juniorprofessur also nicht abgeschafft. Da die meisten Bundesländer bereits landesgesetzliche Grundlagen für die Juniorprofessur geschaffen hatten und diese nach der Reparaturnovelle nicht widerrufen haben, stand der Weiterführung der Juniorprofessur nichts entgegen; vielmehr wurde die Juniorprofessur auch in das Landesrecht der restlichen Bundesländer übernommen.
Der damalige Präsident der Hochschulrektorenkonferenz, Peter Gaehtgens, forderte am Tag des Urteils auf, ein „reduziertes Rahmengesetz“ nicht durch eine „übermäßige Regelungsdichte“ auf Länderebene auszufüllen; man habe bereits einen „Flickenteppich von unterschiedlichen Regelungen“. Auch der Generalsekretär des Wissenschaftsrates, Wedig von Heyden, forderte bundesweite Bestimmungen. Die Landeshochschulgesetze unterscheiden sich jedoch weiterhin in vielen Punkten (s. u.), und nach der Föderalismusreform vom 1. September 2006 wurde sogar eine Abschaffung des Hochschulrahmengesetzes im Jahr 2008 geplant, da die Rahmengesetzgebung des Bundes (früher Art. 75 GG) entfallen ist und Bildungspolitik weitgehend Ländersache geworden ist. Diese Abschaffung wurde jedoch zunächst auf 2009 verschoben und dann auch in jenem Jahr nicht durchgeführt, so dass es das Hochschulrahmengesetz immer noch gibt (Stand November 2015).

### Entwicklung und Statistik
In den ersten vier Jahren, seit das Rahmengesetz gilt, wurden in Deutschland knapp 1000 Juniorprofessuren an 65 von 97 Universitäten ausgeschrieben, die meisten gleich zu Beginn der Anschubförderung durch Bund und Länder: 190 im ersten Quartal 2002 und jeweils etwa 90 im zweiten und dritten Quartal 2002. Danach oszillierte die Zahl zwischen 40 und 60 pro Quartal bis zum Ende der Förderung am 31. Dezember 2004. Anfang 2005 fiel die Zahl der Ausschreibungen noch einmal mit 30 pro Quartal auf ein Niveau ab, das zwar ausreichte, die Zahl der Juniorprofessuren konstant zu halten, nicht aber, um ihre Zahl weiter zu erhöhen. Ende 2007 waren deutschlandweit 802 Juniorprofessuren besetzt; das entsprach 3,4 % aller Professorenstellen an deutschen Universitäten (ohne Fachhochschulen). Ende 2009 stieg die Zahl der Juniorprofessuren auf 994, was 4,1 % aller Professorenstellen an den Universitäten (ohne Fachhochschulen) entsprach, Ende 2013 auf 1597 Juniorprofessuren. Das ursprüngliche BMBF-Ziel von 6000 Juniorprofessuren bis 2010 wurde damit klar verfehlt und bereits nach dem Regierungswechsel im Herbst 2005 vom BMBF als „obsolet“ bezeichnet. Die Zahl der Habilitationen überstieg lange Zeit die der neu angetretenen Juniorprofessuren bei Weitem, allerdings mit sinkender Tendenz: die Habilitationen pro Jahr gipfelten auf 2302 im Jahr 2002 und sind seitdem in etwa linear auf 1567 im Jahr 2013 gesunken. Im Jahr 2022 gab es 1800 Juniorprofessuren, davon etwa 800 mit Tenure-Track. Als erste Juniorprofessorin Deutschlands gelang der Klimaökonomin Claudia Kemfert im Jahr 2004 der Sprung auf eine ordentliche Professur.
Die Zahl 6000 entstand aus der Überlegung, dass jährlich so viele Juniorprofessuren (mit einer Dauer von i. d. R. sechs Jahren) neu besetzt werden sollen wie die bundesweit etwa 1000 Pensionierungen (die etwa 22.000 Professoren sind durchschnittlich vom 41. bis zum 65. Lebensjahr im Amt). Das garantiert jedoch nicht jedem Juniorprofessor eine Lebenszeitprofessur, weil ausdrücklich auch andere Qualifikationswege zu einer Professur vorgesehen sind.
2022 waren 49 % der Juniorprofessuren von Frauen besetzt; der Frauenanteil war damit wesentlich höher als bei den W2/W3-Professuren. Das durchschnittliche Alter der Berufung auf eine Juniorprofessur beträgt 35,2 Jahre, im Vergleich zu 41,7 bzw. 43,2 Jahren für W2- und W3-Professuren. Dem Centrum für Hochschulentwicklung war im Juni 2006 das Ergebnis von 203 Zwischenevaluationen bekannt (das ist ca. die Hälfte); davon verliefen nur fünf negativ.
Das Land Baden-Württemberg hat 2007 eine Juniordozentur eingeführt. Sie entspricht im Wesentlichen der Juniorprofessur, legt den Fokus allerdings auf die Lehre.
Das Land Hessen hat 2016 die Juniorprofessur durch die Qualifikationsprofessur ersetzt sowie die Professur mit Entwicklungszusage eingeführt.
Weiter verbreitet wurde die Juniorprofessur ab 2017 durch das Tenure-Track-Programm von Bund und Ländern.
Das Land Bayern hat 2023 die Nachwuchsprofessur an Hochschulen für Angewandte Wissenschaften eingeführt. Sie wird für 3 bis 6 Jahre vergeben, kann mit einer Tenure-Track-Option versehen sein, und wird nach W1 besoldet.

## Deutsche Gesellschaft Juniorprofessur
Im Dezember 2003 gründeten sechs Juniorprofessoren in Clausthal-Zellerfeld den „Förderverein Juniorprofessur“ (FJ), der im Jahr 2008 seinen Namen in Deutsche Gesellschaft Juniorprofessur e. V. (DGJ) änderte. 2009 wurde ein Vorstandsmitglied der DGJ als einzige bundesweite Interessenvertretung von Juniorprofessorinnen und Juniorprofessoren in die ständige Kommission für Forschung und wissenschaftlichen Nachwuchs der Hochschulrektorenkonferenz berufen und als Sachverständiger vom Ausschuss für Bildung, Forschung und Technikfolgenabschätzung des Deutschen Bundestags eingeladen. Darüber hinaus wird die DGJ regelmäßig in verschiedenen Fachgremien von Bundes- und Landesministerien und wissenschaftsnahen Organisationen eingeladen.
Der FJ bzw. die DGJ organisiert seit 2004 regelmäßige Symposien zur Juniorprofessur, an denen mehrfach die Bundesministerin für Bildung und Forschung, der Präsident der Deutschen Forschungsgemeinschaft und andere herausgehobene Persönlichkeiten des deutschen Bildungs- und Forschungssystems teilgenommen haben. Das letzte Symposium im Herbst 2013 stand unter dem Titel Strukturierte Karrierepfade an Universitäten?. Teilnehmer waren u. a. Ulrike Beisiegel, Präsidentin der Georg-August-Universität Göttingen und Daniela Wawra, Vizepräsidentin des Deutschen Hochschulverbandes.

## Kritik an der Umsetzung
Die Einführung der Juniorprofessur und ihre Ausgestaltung werden kontrovers diskutiert. Im Folgenden die wichtigsten Kritikpunkte.

### Befristung meist ohneTenure Track
Mit der Juniorprofessur wurde zwar zumindest formell eine frühere wissenschaftliche Unabhängigkeit erreicht, aber meist nicht das Ziel einer besseren Karriereplanung oder einer früheren Berufssicherheit (was wiederum die tatsächliche Wissenschaftsfreiheit einschränkt). Dies liegt vor allem daran, dass nur 8 % der Juniorprofessuren mit Tenure Track (Berufungsmöglichkeit auf eine Lebenszeitprofessur an derselben Hochschule ohne Ausschreibung) ausgestattet ist, obwohl diese vom Hochschulrahmengesetz eröffnete Möglichkeit früher oder später (z. B. Hessen erst 2007, Mecklenburg-Vorpommern erst 2009) im Landesrecht aller Bundesländer außer Baden-Württemberg und Bremen übernommen wurde. Selbst wenn man ein Tenure Track im erweiterten Sinn hinzurechnet (Bewerbungsmöglichkeit auf eine an derselben Hochschule ausgeschriebene Anschlussstelle durch Lockerung des Hausberufungsverbots), das in allen Bundesländern möglich ist, sind nur 12 bis 18 % der Juniorprofessuren mit Tenure Track ausgestattet. In der Mehrzahl der Fälle ist also eine Weiterbeschäftigung selbst bei Bewährung nicht vorgesehen – die Bewährung wird noch nicht einmal festgestellt, das Dienstverhältnis läuft einfach aus. Dass diese Ungewissheit, wie es nach dem Einstieg in eine Wissenschaftslaufbahn bei allgemein befristeter Beschäftigung weitergeht, eine Attraktivitäts- oder Leistungssteigerung bewirken soll, stößt bei Forschern auf Unverständnis.
Juniorprofessuren sind wie zuvor Hochschulassistentenstellen (C 1) auf zunächst drei und – nach positiver Zwischenevaluation – insgesamt sechs Jahre befristet. Befristete Verlängerungen auf derselben Stelle sind nur in Ausnahmefällen möglich, befristete Weiterbeschäftigungen auf einer anderen Stelle ebenfalls, da mit der Einführung der Besoldungsordnung W die Personalkategorie der Hochschuldozenten (C 2) abgeschafft und eine Befristungshöchstdauer von 12 Jahren eingeführt wurde (15 Jahre in der Medizin). Solche Ausnahmen sind zum Beispiel eine Stelle als akademischer Oberrat auf Zeit in Baden-Württemberg und drittmittelfinanzierte Stellen, zum Beispiel eine Heisenberg-Professur der Deutschen Forschungsgemeinschaft.
Der mit dem Juniorprofessor vergleichbare Assistant professor in den USA und Ricercatore in Italien ist dagegen in der Regel mit Tenure Track ausgestattet, das heißt mit der Möglichkeit, am Ende seines befristeten Vertrages bevorzugt (also unter Ausschluss von Gegenkandidaten) eine unbefristete (tenured) Anschlussstelle auf der nächsthöheren Ebene (Associate Professor bzw. Professore Associato) zu erhalten. Als Lecturer in Großbritannien, als Maître de conférences oder Chargé de recherche in Frankreich, sowie als Richter oder Staatsanwalt in Deutschland wird man sogar bereits nach einer ein- bis fünfjährigen Probezeit, die fast immer bestanden wird, unbefristet angestellt bzw. auf Lebenszeit verbeamtet. Die lange berufliche Unsicherheit bis nach dem 40. Lebensjahr wird als ein Grund dafür angesehen, dass Frauen an deutschen Hochschulen weiterhin unterrepräsentiert sind, und macht nicht nur für Frauen mit Kinderwunsch eine Hochschulkarriere schwierig. Diese Berufsunsicherheit verstößt gegen die Prinzipien einer familienfreundlichen Personalpolitik, da sie eine Familiengründung erschwert, verzögert oder sogar verhindert, und Mütter besonders hart trifft. Die Einführung der Juniorprofessur hat das entscheidende Problem der enormen und langanhaltenden Unsicherheit, die mit einer akademischen Laufbahn in Deutschland verbunden ist, nicht behoben.
Wissenschaftlerstellen an Universitäten in den USA und im Vereinigten Königreich sind mehrheitlich unbefristet und unabhängig. An deutschen Universitäten sind sie dagegen, mit steigender Tendenz, stark überwiegend befristet und abhängig: Im Jahr 2009 gab es 146 100 wissenschaftliche Mitarbeiter, von denen 83 % befristet, davon 53 % auf weniger als ein Jahr, knapp 1000 Juniorprofessoren und knapp 22 000 Lebenszeitprofessoren. Es ist schwer nachzuvollziehen, dass der deutsche Staat seinen Hochschulen und Forschungseinrichtungen weiterreichende Arbeitsbefristungsmöglichkeiten zu Lasten des Arbeitnehmerschutzes einräumt als privaten Unternehmen oder anderen öffentlichen Einrichtungen. Diese Sonderstellung von staatlichen Hochschulen und Forschungseinrichtungen wird als sach-, verfassungs- und europarechtswidrig kritisiert: Sie verstoße gegen Art. 3 Abs. 1 und Art. 9 Abs. 3 GG sowie gegen die EGB-UNICE-CEEP-Rahmenvereinbarung über befristete Arbeitsverträge vom 18. März 1999, in der Deutschland anerkannt hat, „dass unbefristete Verträge die übliche Form des Beschäftigungsverhältnisses zwischen Arbeitgebern und Arbeitnehmern darstellen und weiter darstellen werden“. Drittmittelfinanzierung als sachgrundloser Sonderbefristungstatbestand für Hochschulen und Forschungseinrichtungen mag vielleicht akzeptabel sein (aber warum nur für staatliche?), die Notwendigkeit einer weiteren befristeten Qualifikationsstelle nach abgeschlossener Promotion wirkt jedoch als vorgeschoben, weil eine zweite Qualifikationsphase im Schnitt bis über das 40. Lebensjahr unglaubwürdig erscheint und ohnegleichen ist. Die echte Ursache wird in der faktischen Unkündbarkeit nach einer Entfristung im öffentlichen Dienst vermutet, obwohl das in der Justiz, in der Schule und an ausländischen Universitäten nicht zu einer vergleichbaren Vermeidung früher unbefristeter Dienstverhältnisse führt. Insbesondere wird auf die Situation im Ausland verwiesen: Die aus der genannten Rahmenvereinbarung hervorgegangene und dem Teilzeit- und Befristungsgesetz zugrundeliegende EU-Richtlinie 1999/70/EG zur Befristung von Arbeitsverträgen wurde im Vereinigten Königreich ohne Ausnahmen für die Hochschulen umgesetzt. Wie in den USA und den meisten anderen Ländern ist dort die Qualifikation für den Hochschullehrerberuf bereits mit einer guten Promotion nachgewiesen.

### Verbeamtung auf Zeit
Bei gleichem Bruttogehalt ist eine Verbeamtung auf Zeit zunächst attraktiver als eine befristete Anstellung, weil das Nettogehalt durch das Entfallen der Sozialversicherungsbeiträge deutlich höher ist. In den überwiegenden Fällen besteht allerdings keine Wahlmöglichkeit: Meistens erfolgt automatisch eine Verbeamtung auf Zeit, während einige Universitäten, z. B. die Technische Universität Darmstadt und die Johann Wolfgang Goethe-Universität Frankfurt am Main, allen neuen Hochschullehrern nur ein Angestelltenverhältnis anbieten. Eine Verbeamtung kann sich jedoch nachteilig im Vergleich zu einem Angestelltenverhältnis mit gesetzlicher Arbeitslosen-, Renten- und Krankenversicherung auswirken, wenn das Beschäftigungsverhältnis nicht in eine Verbeamtung auf Lebenszeit mündet. Wenn nach dem Auslaufen des Dienstverhältnisses (der erste Jahrgang von Juniorprofessoren war 2008 davon betroffen) keine andere Arbeit gefunden wird, besteht kein Anrecht auf Arbeitslosenunterstützung. Übergangsgeld wird nach sechs Jahren Dienst für nur dreieinhalb Monate gezahlt statt für sechs wie bei den Hochschulassistenten (C 1), die durch die Juniorprofessoren (W 1) ersetzt wurden. Beim Verlust des Beamtenstatus erfolgt eine Nachversicherung.
Alternativ kann bei einigen Dienstherren inzwischen das Altersgeld beansprucht werden, das dem „erdienten“ anteiligen Anspruch auf Versorgung mehr oder weniger entspricht, wobei die Geltung für Beamtenverhältnisse auf Zeit jeweils zu prüfen ist.
Diese Probleme verdeutlichen mögliche Widersprüche der Verbeamtung auf Zeit, da das Beamtentum eigentlich seit seinem Ursprung als Dienstverhältnis auf Lebenszeit konzipiert ist; vergleiche die von Art. 33 Abs. 5 GG geschützten hergebrachten Grundsätze des Berufsbeamtentums. Darüber hinaus ist bei einem Dienstverhältnis auf Zeit die von Art. 5 Abs. 3 GG geschützte Wissenschaftsfreiheit gefährdet: Ein Wissenschaftler beschränkt diese möglicherweise von selbst, um seine Übernahme in ein Beamtenverhältnis auf Lebenszeit nicht zu gefährden, da er der Meinung seiner evaluierenden Kollegen unterworfen ist. In Bezug auf die neuerdings praktizierten Erstberufungen auf Zeit von Wissenschaftlern, die bereits über die Qualifikation zu einer Lebenszeitprofessur verfügen (bestandene Zwischenprüfung in einer Juniorprofessur, Habilitation oder habilitationsäquivalente Leistungen), wurde eingeschätzt, dass es nur eine Frage der Zeit sein dürfte, bis das erste Verfahren vor dem Bundesverfassungsgericht über die Zulässigkeit anhängig gemacht wird, sei es durch Vorlage eines Verwaltungsgerichts, sei es aufgrund einer Verfassungsbeschwerde gestützt auf Art. 33 Abs. 5 GG und womöglich auch Art. 5 Abs. 3 GG, jedoch hat sich die Erwartung nicht bestätigt (Stand: September 2023). Es wird spekuliert, ob diese Einschätzung auch auf Juniorprofessuren übertragbar ist.

### Stellung im Lehrkörper
Nach § 42 des Hochschulrahmengesetzes gehören Juniorprofessoren im Gegensatz zu Habilitanden hochschulrechtlich wie die Professoren zur Gruppe der Hochschullehrer. Sie sind uneingeschränkt promotionsberechtigt und haben alle Rechte und Pflichten eines Lebenszeitprofessors. Vielleicht wegen des „Junior“-Zusatzes und der unzureichend geregelten Amtsbezeichnung sind ältere Kollegen trotzdem manchmal der Meinung, dass es sich rechtlich nicht um vollwertige Hochschullehrer handele, und stufen so Juniorprofessoren zum Beispiel bei der Besetzung von Entscheidungsgremien entgegen gesetzlicher Regelungen ebenso wie die (fachlich tatsächlich allerdings auch gleich qualifizierten) Habilitanden als Vertreter des Mittelbaus ein. Um die volle Zugehörigkeit zur Hochschullehrergruppe zu unterstreichen, wurde vorgeschlagen, die Juniorprofessur in W1-Professur umzubenennen.  Die Ungereimtheit, dass (habilitierte) Privatdozenten oder außerplanmäßige Professoren ggf. geringere Befugnisse als Juniorprofessoren haben, weil erstere nicht laut jedem Landeshochschulgesetz unbedingt zur Professorengruppe gehören, obwohl sie fachlich höher qualifiziert sind, ist eine Folge des ursprünglich nicht geplanten Überlebens der Habilitation neben der Juniorprofessur und führt mitunter zu Konflikten.

### Zwischenevaluation
Wie die ehemaligen habilitierenden Hochschulassistenten werden Juniorprofessoren zunächst für drei Jahre ernannt. Die Zwischenevaluation der Juniorprofessoren im Laufe des dritten Jahres wird mitunter als zu früh kritisiert. Insbesondere Forschungsprojekte von Naturwissenschaftlern und Ingenieuren, welche einen umfangreichen Laboraufbau benötigen, könnten im Verlauf des dritten Jahres noch nicht aussagekräftig evaluiert werden, da die Ergebnisse zu diesem Zeitpunkt oft noch nicht publiziert sind; für diese Gruppe von Wissenschaftlern sei auch die finanzielle Ausstattung meist zu gering.

### Fazit
Die Einführung der Juniorprofessur wird von vielen als ein Schritt in die richtige Richtung gesehen, verschiedene Aspekte der Ausgestaltung werden hingegen kritisiert. Insbesondere sei die Juniorprofessur durch die meist fehlende Option eines Tenure Track im internationalen Vergleich zu wenig attraktiv. Entsprechend ist auch der Anteil von Stelleninhabern, die von führenden ausländischen Universitäten gewonnen werden konnten, gering. Bei einer Beurteilung der Juniorprofessur muss zudem berücksichtigt werden, dass es große Unterschiede hinsichtlich der Rahmenbedingungen und der Ausstattung gibt.
Die Juniorprofessoren selbst bewerten ihre Situation überwiegend positiv. Laut einer Studie aus dem Jahr 2007 waren über zwei Drittel mit ihrer Situation insgesamt „eher zufrieden“ oder „sehr zufrieden“, nur jeder Neunte hingegen war mit seiner Position unzufrieden. 71 % der Befragten würden sich noch einmal für die Juniorprofessur entscheiden, 12 % würden diesen Weg hingegen nicht noch einmal einschlagen.

### Studien
- Lena M. Zimmer, 2018: Das Kapital der Juniorprofessur. Einflussfaktoren bei der Berufung von der Junior- auf die Lebenszeitprofessur, Reihe: Forschung und Entwicklung in der Analytischen Soziologie. Springer, Wiesbaden, ISBN 978-3-658-22725-8.
- Anke Burkhardt, Sigrun Nickel, 2015: Die Juniorprofessur: Neue und alte Qualifizierungswege im Vergleich, Reihe: Forschung aus der Hans-Böckler-Stiftung, Nomos, Baden-Baden, ISBN 978-3-8487-2339-3.
- S. Nickel, V. Püttmann, S. Duong, September 2014: Was wird aus Juniorprofessor(inn)en? Zentrale Ergebnisse eines Vergleichs neuer und traditioneller Karrierewege in der Wissenschaft, CHE, Gütersloh.
- Bundesbericht Wissenschaftlicher Nachwuchs
- Deutsche Physikalische Gesellschaft, November 2010: Der Zugang zur Hochschullehrerlaufbahn im Fach Physik an deutschen Universitäten: Habilitation, Juniorprofessur, Nachwuchsgruppenleitung
- Centrum für Hochschulentwicklung, Mai 2007: Fünf Jahre Juniorprofessur – Zweite CHE-Befragung zum Stand der Einführung (PDF-Datei; 330 kB)
- Uwe Lehrich: Ökonomisierung der Wissenschaft: rechtliche Bewertung der Reformen im Bereich der Professorenbesoldung. Deutscher Hochschulverband, Köln 2006, ISBN 3-924066-78-7
- Alexis-Michel Mugabushaka, Thomas Rahlf, Jürgen Güdler, DFG-Infobrief, Januar 2006: Antragsaktivität und -erfolg von Juniorprofessoren bei der Deutschen Forschungsgemeinschaft (DFG) und dazugehörige Pressemitteilung Nr. 22 vom 23. Mai 2006 Gute Chance für Nachwuchswissenschaftler
- Deutsche Physikalische Gesellschaft, 28. April 2005: Juniorprof – quo vadis? (PDF; 887 kB) und dazugehörige Pressemitteilung
- Deutsches Institut für Wirtschaftsforschung Berlin, Wochenbericht 39/04, 22. September 2004: Die Bedeutung der Juniorprofessur für den Wissenschaftsstandort Deutschland und dazugehörige Pressemitteilung
- Centrum für Hochschulentwicklung, September 2004: Zwei Jahre Juniorprofessur. Analysen und Empfehlungen (PDF-Datei; 171 kB) und dazugehörige Interviews an Tassilo Schmitt im Deutschlandfunk vom 19. Mai 2004 und 2. Juli 2004
- Junge Akademie, Juli 2003: Die Juniorprofessur – Eine Bilanz ihrer Umsetzung (PDF-Datei; 255 kB)

### Presseartikel
- Carola Sonnet, karriere.de, 5. Februar 2010: Realitäts-Check Traumberuf Juniorprofessor?
- Martin Spiewak, Die Zeit, 15. Oktober 2009: Weder Junior noch Professor
- Christine Schniedermann, Sueddeutsche Zeitung, 5. Oktober 2009: Gegen allen Widerstand
- Andrea Auler: Sprungbrett zum Lehrstuhl. In: Tagesspiegel. 14. Dezember 2008 (Online).
- Birgit Taffertshofer, Süddeutsche Zeitung, 17. März 2008: Leben in der Warteschleife
- Ellen Kuhl, Forschung & Lehre, März 2007: "The final countdown" – Die Stellensuche einer Juniorprofessorin – ein Erfahrungsbericht (Memento vom 27. September 2007 im Internet Archive)
- Miriam Hollstein, Die Welt, 5. November 2006: Von Harvard zurück nach Heidelberg
- Joachim Peter, Die Welt, 2. November 2006: Juniorprofessur ist noch nicht etabliert
- Spiegel Online, 12. Oktober 2006: Juniorprofessur: Totgesagte leben länger
- Hermann Horstkotte, Rheinischer Merkur, 27. Juli 2006: Juniorprofessor – Karriere in kleinen Schritten – Anders lautenden Nachrichten zum Trotz: Die jungen Hochschullehrer haben sich bewährt
- Max Hägler, taz, 26. Juli 2006: Vermiesen der Juniorprofs
- Centrum für Hochschulentwicklung, 13. Juli 2006: Juniorprofessur: Scheitern des Modells nicht belegt
- Karin Hausen, feministische studien Nr. 20, Heft 1, 2002: Juniorprofessuren als Allheilmittel? Ein zorniger Blick zurück auf das vermeintliche Vorwärts